# Fantasia 2000
Fantasia 2000 ist der 38. abendfüllende Zeichentrickfilm der Walt Disney Studios und erschien im Jahr 1999. Er ist die Fortsetzung zu Fantasia (1940), dem dritten Teil von Disneys „Meisterwerke“-Reihe. Fantasia 2000 feierte seine Premiere am 17. Dezember 1999 in den Vereinigten Staaten, startete am 1. Januar 2000 landesweit in den US-amerikanischen IMAX-Kinos und lief am 16. Juni 2000 in den üblichen Kinos an. Wie sein Vorgänger verbindet der Film klassische Musik mit unterschiedlichen Animationen und Realfilm-Einleitungen im Rahmen eines Konzerts. Die Musik des Films wird größtenteils vom Chicago Symphony Orchestra unter der Leitung von James Levine gespielt.

## Aufbau
Nach dem Vorbild seines Vorgängers Fantasia aus dem Jahr 1940 verwendet Fantasia 2000 mehrere Zeichentrickfilme ohne feste Rahmenhandlung, die mit klassischen Musikstücken unterlegt sind. Die Zwischenszenen werden diesmal von mehreren Ansagern kommentiert. Die verwendeten Stücke sind:
- Ludwig van Beethoven – 5. Sinfonie in c-Moll (Abstrakte schmetterlingartige Muster und Strukturen erkunden eine Welt von Licht und Dunkelheit.)
- Ottorino Respighi – Die Pinien von Rom (Eine Buckelwal-Familie schwimmt durch die Luft in einer Landschaft inmitten von Eisbergen.)
- George Gershwin – Rhapsody in Blue (In einem belebten New York der 1930er Jahre begleitet der Abschnitt des Films einige Personen während eines Tages der Weltwirtschaftskrise; gezeichnet ist der Cartoon im Stil von Al Hirschfelds Comics aus jener Zeit. Das kleine Mädchen im Hotel basiert auf dem Charakter der Eloise aus einer berühmten Buchreihe der Autorin Kay Thompson. Gershwin selbst absolviert einen Cameoauftritt, im Appartement über der Klavierlehrerin.)
- Dmitri Dmitrijewitsch Schostakowitsch – Klavierkonzert Nr. 2 in F-Dur op. 102 (Eine Nacherzählung von Hans Christian Andersens Märchen Der standhafte Zinnsoldat; gegenüber dem Original ist der Schluss geändert: Zinnsoldat und Tänzerin verbrennen nicht im Kaminfeuer, sondern der Bösewicht zieht den Kürzeren.)
- Camille Saint-Saëns – Karneval der Tiere, Finale (Eine Schar mürrischer Flamingos wird ununterbrochen von einem albernen Artgenossen mit einem Jo-Jo genervt; die Episode wurde als Hommage an den Tanz der Stunden aus Fantasia eingebaut, in der balletttanzende Nilpferde, Strauße, Elefanten und Krokodile für Erheiterung sorgten.)
- Paul Dukas – Der Zauberlehrling (Der mit Abstand berühmteste Teil des Vorgängers wurde ein weiteres Mal verwendet.)
- Edward Elgar – Pomp and Circumstance Marches – Märsche 1, 2, 3 und 4 (Nachdem Micky Maus seinen Auftritt in einem Fantasia-Segment bekommen hatte, entschied sich Roy E. Disney, Donald Duck ebenfalls einen Kurzfilm zu widmen. Donald spielt in einer Nacherzählung der Geschichte der Arche Noah Noahs ersten Gehilfen. Donald muss die Tiere an Bord der Arche bringen und verpasst und verliert Daisy Duck und wird schließlich wieder mit ihr vereint. Diesen Abschnitt dirigierte Peter Schickele.)
- Igor Strawinski – Feuervogel Suite – 1919er Version (Es wird die Geschichte eines Frühlingsgeistes und seines Freundes, eines Rothirsches, erzählt. Nach einem langen Winter erweckt der Waldgeist den Frühling im Forst, doch holt er dabei auch versehentlich den Feuervogel aus seinem Schlaf in einem erloschenen Vulkan in der Nähe des Waldes. Der Feuervogel ist zornig, gestört worden zu sein, und zerstört das Leben im Wald und den Waldgeist. Nachdem sich der Feuervogel wieder zurückgezogen hat, erwacht auch der Frühling und mit ihm wird der Frühlingsgeist wiedergeboren. Dieser Abschnitt orientiert sich im Aufbau und in der Thematik Leben – Tod – Wiedergeburt am Segment Eine Nacht auf dem kahlen Berge / Ave Maria aus Fantasia.)

## Entstehungsgeschichte
Da Fantasia seinerzeit an den Kinokassen floppte und aufgrund des Zusammenbruchs des europäischen Markts nach dem Zweiten Weltkrieg stand eine Fortsetzung vorerst nicht zur Diskussion. Nachdem das Original bei einer Wiederaufführung im Jahr 1969 jedoch unerwartete Erfolge feierte, versuchte Roy E. Disney 1990 schließlich, den Konzern zu einer Fortsetzung zu überreden, und so begann man 1991 mit der Produktion. Die Musik wurde von Roy E. Disney, James Levine und dem Produktionspersonal ausgewählt. Sie wählten die Stücke nach eigenem Geschmack aus, wodurch die unverkennbare Mischung entstand. Roy Disney persönlich wählte beispielsweise die Pinien von Rom aus.
Ein auffallender Unterschied zwischen den Musikstilen des ersten und zweiten Teils ist der Einsatz von Klavieren. Während im Vorgänger kein einziges Piano gespielt wurde, begleiten Klaviertöne den Zuschauer und -hörer durch mehr als die Hälfte des Films.
Fantasia 2000 beinhaltet verschiedenste technische Innovationen, die später Einzug in den Film-Alltag der Studios fanden. So wurden die Segmente Pinien von Rom und Der standhafte Zinnsoldat hauptsächlich computeranimiert. Diese Animationen wurden sogar noch vor der Veröffentlichung von Pixars Toy Story im Jahr 1995 fertiggestellt. Das Hirschgeweih in der Feuervogel-Suite wurde per Computer Generated Imagery nachgezeichnet, um dem ganzen Kurzfilm einen stimmigeren Ausdruck zu verleihen. Die gleiche Technik wurde später in dem Film Der Schatzplanet für die Figur des Long John Silver verwendet.
Die Produzenten waren der Auffassung, Pausen wären zwischen den einzelnen Segmenten notwendig, um den Zuschauer nicht überzustrapazieren. Einige Zwischenszenen wurden unter der Leitung von Don Hahn gedreht. Man entschied sich gegen einen einzelnen Erzähler und wählte mehrere Prominente für den Sprechteil aus. So leiten Steve Martin und Itzhak Perlman die Pinien von Rom ein, Quincy Jones hält eine Einleitungsrede zu Rhapsody in Blue, und Bette Midler stimmt den Zuschauer auf das Klavierkonzert von Schostakowitsch ein. James Earl Jones eröffnet den Karneval der Tiere mit dem Regisseur Eric Goldberg. Penn & Teller tauchen auf, um den Zauberlehrling anzukündigen. Nachdem Micky, wie im ersten Film, mit Leopold Stokowski redet, sagt er ein paar Worte zu Levine, nur um danach die Pomp and Circumstance Marches anzumoderieren. Der letzte Kurzfilm, die Feuervogel-Suite, wird von Angela Lansbury angekündigt.

## Hintergrundinformationen
Anders als bei Fantasia wurden für Fantasia 2000 die Filmsegmente nacheinander produziert, was die lange Produktionszeit von etwa neun Jahren erklärt.
Fantasia 2000 ist der erste Zeichentrickfilm in Spielfilmlänge, der in IMAX-Kinos gezeigt wurde.
James Levine und Peter Schickele arrangierten die meisten Stücke für die Verwendung im Film um, was meist zu einer drastischen Verkürzung führte, besonders bei der Beethoven-Symphonie, die im Film nur etwas über eine Minute dauert. Dies wurde in geringerem Maße auch schon beim ersten Film so gehandhabt.
Bei der im Film verwendeten Aufnahme der Rhapsody in Blue dirigiert Bruce Broughton das Chicago Symphony Orchestra. Beim Zauberlehrling wurde die Originalaufnahme von Stokowski aus dem ersten Film wiederverwendet. Beide Stücke wurden für das offizielle Soundtrack-Album vom Londoner Philharmonia Orchestra unter der Leitung von Levine neu eingespielt.
Die Premiere des Films fand in der New Yorker Carnegie Hall statt, wobei die Musik live von Levine und dem Philharmonia Orchestra gespielt wurde.
Das Segment zur Rhapsody in Blue war zunächst als eigenständiger Kurzfilm in Arbeit, bevor es Fantasia 2000 eingegliedert wurde. 
Ursprünglich sollte das Nussknacker-Segment aus dem ersten Film wiederverwendet werden, weshalb auch der erste Trailer zu Fantasia 2000 noch Szenen hieraus enthält.
Allen Figuren, die im Rhapsody in Blue-Segment auftauchen, wurden Namen gegeben, auch wenn sie im fertigen Film nicht erwähnt werden. Für die Schlussszene dieses Segments wurden überdurchschnittlich viele Farben verwendet, sodass man Probleme beim Kolorieren bekam, was die Produktion des nächsten „Meisterwerks“, Tarzan, verzögerte.
Die Rechte an der Feuervogel-Suite hatte sich die Walt Disney Company schon 1940 gesichert, damals noch mit dem Vorhaben, eine Feuervogel-Sequenz für Fantasia zu zeichnen. Diese Idee wurde schließlich verworfen und für den zweiten Teil aufgegriffen.
Auch einen Film zum Standhaften Zinnsoldaten plante man bereits für Fantasia, man sah sich damals allerdings nicht in der Lage, ein passendes Musikstück zu wählen, und ließ die Idee fallen.
Joe Grant arbeitete als einziger Mitarbeiter an beiden Teilen der Fantasia-Filme.
Micky Maus und seine Freundin Minni Maus sind für wenige Einzelbilder beim Verlassen der Arche Noah in Pomp and Circumstance Marches zu sehen. Des Weiteren zeichnete man verschiedene schnabel- und entenförmige Gegenstände in die Umwelt, damit der Zuschauer Donald Duck unterbewusst besser in sein Umfeld integriert.
Die 2010 erschienene DVD- und Blu-ray-Fassung ist dem im Jahr zuvor verstorbenen Roy E. Disney gewidmet.

## Fantasia 2006
Roy E. Disney plante direkt nach der Veröffentlichung von Fantasia 2000 bereits einen Nachfolgefilm unter dem Arbeitstitel Fantasia 2006, um das ursprüngliche Fantasia-Fortsetzungskonzept aufrechtzuerhalten. Der Nachfolger sollte das strenge Konzept, nur klassische Musik zu benutzen, durchbrechen und Musik aus verschiedenen Ländern verwenden. Die Arbeiten begannen bereits um 2000, wurden jedoch 2003 auf Grund der geplanten Umstrukturierung des Disney-Studios eingestellt. Allerdings wurden vier bereits in Arbeit befindliche Kurzfilme fertiggestellt und separat veröffentlicht. Dies sind im Einzelnen:
Destino (Regie: Dominique Monféry, 2004 Oscar-nominiert):

Eine surreale Liebesgeschichte, die bereits 1946 von Salvador Dalí in dessen typischem Stil für Disney entworfen worden war. Als Musik wurde ein gleichnamiges Lied des Mexikaners Armando Dominguez verwendet. Der Film ist inklusive einer Dokumentation seiner Entstehung auf der 2010 erschienenen Blu-ray von Fantasia 2000 zu finden und wird bereits in einer Zwischenszene von Fantasia 2000 als verworfene Idee erwähnt.
 Lorenzo (Regie: Mike Gabriel, 2005 Oscar-nominiert):

Der Kater Lorenzo muss seinen eigenen Schwanz bändigen, der ein tänzerisches Eigenleben entwickelt hat. Der Film ist im eigentümlichen Stil bewegter Konzeptzeichnungen umgesetzt und mit dem Tango Bordoneo y 900 von Osvaldo Ruggiero unterlegt.
One by One (deutsch: Eins nach dem anderen, Regie: Pixote Hunt):

Afrikanische Kinder aus einer Slumsiedlung lassen Drachen steigen. Die Musik ist hier ein ursprünglich für Der König der Löwen komponiertes und auch im zugehörigen Musical verwendetes gleichnamiges Lied von Lebo M. Dieser Kurzfilm ist auf der DVD bzw. Blu-ray zu Der König der Löwen 2 – Simbas Königreich von 2004 und 2011 zu finden.
The Little Matchgirl (deutsch: Das Mädchen mit den Schwefelhölzern, Regie: Roger Allers, 2007 Oscar-nominiert):

Hier wurde Hans Christian Andersens gleichnamiges Märchen als inhaltliche Vorlage verwendet, als Musik fungiert Alexander Borodins Nocturne aus dem Zweiten Streichquartett in D-Dur, Opus 55. Der Kurzfilm ist auf der DVD zu Arielle, die Meerjungfrau von 2006 zu finden.
Ein angekündigtes, dann aber doch gestrichenes Extra der Fantasia und Fantasia 2000 Blu-rays namens Fantasia World deutet auf die geplante gemeinsame Veröffentlichung der Fantasia 2006 Kurzfilme hin.

## Auszeichnungen
Der Film erhielt
- drei Annie Awards für die Charakteranimation, die Effekte und Produktionsdesign in einem Zeichentrickfilm
- einen Vision Award der PGA Golden Laurel Awards sowie
- eine Nominierung für das beste Soundtrack-Album bei den Grammy Awards 2005.